# Sankt Georgiwold
Sankt Georgiwold is een plaats in het Duitse deel van Reiderland in Oost-Friesland, in het noordelijkste deel van de gemeente Weener. Het is, zoals de naburige dorpen, een landbouwnederzetting.

## Geschiedenis
Het dorp - in oude oorkonden ook Sanct Georgswolde en Jürgenswoldt geheten - wordt plaatselijk wel Swartewold genoemd naar de zware, zwarte veenbodem, ook wel darg geheten, die hier een dikte tot vier meter heeft. Sankt Georgiwold is mogelijk een van de oudste dorpen van Reiderland; de plaatsnaam uppan Walde komt al voor in de tiende eeuw. Of hiermee Sankt Georgiwold wordt bedoeld, is alleminst zeker. De plaats is genoemd naar de heilige Georg (Sint-Joris). De uitgang -wold (plaatselijk uitgesproken als -woold of -Wohld) betekent dat het gebied vroeger een veenontginningsnederzetting was.
Voordat de plaats - net als Weenermoor en Böhmerwold - naar het westen verlegd werd, lag deze aan de Middelweg, een oude heerweg van Münster, die volgens een overlevering naar het klooster Palmar zou lopen, dat in de Dollard ten onder is gegaan. In 1986 werden aan de Middelweg tijdens een archeologische opgraving de resten van een vijftiende-eeuwse kerk met een toren onderzocht. De plaats moet destijds een belangrijke nederzetting zijn geweest: aan het kerspel alleen al behoorde 34 hectare weideland. In de middeleeuwen behoorde St. Georgiwold tot het bisdom Münster, binnen het decanaat Hatzum alias Nes. Tevens behoorde het tot het landschap Reiderland.
Sankt Georgiwold wordt in 1439 als tho Wolde, daarna als up dem Wolde (1456) genoemd. Het dorp had ernstig te lijden onder bodemdaling en stormvloeden. Om die reden werd het dorp omstreeks 1475 bij de vanwege het water verlaten dorpen gerekend. In 1500 blijkt Upwolt sancti Georgi echter nog steeds te bestaan. De inbraak van de Geise en de daardoor veroorzaakte overstromingen zijn vermoedelijk de reden geweest waarom het oorspronkelijke dorp is opgegeven en in het westen opnieuw opgebouwd. De oorspronkelijk kaarsrechte noord-zuid-bewoningsas van Böhmerwold over St. Georgiwold naar Weenermoor is daardoor onderbroken.
In 1681 werd gemeld dat de houten kerk in Sündt-Jürgenswoldt oud en vervallen was. In 1689 bouwde men daarom een nieuwe kerk, deze keer van steen. Ondanks het verval hebben toch enkele eikenhouten balken een nieuw leven gevonden in de nieuwe kerk.
Tot ver in de twintigste eeuw heeft de plaats geleden onder overstromingen. De dijk- en zijlwerken die tussen 1896 en 1960 gebouwd werden, zijn dan ook een welkome vooruitgang voor het dorp.